# Jean-Michel (opéra)
Pour les articles homonymes, voir Jean-Michel.
Personnages
- Jean, petit-fils d'Hubert (ténor)
- Hubert, maître armurier (baryton)
- François, ouvrier armurier (baryton)
- Louis, ouvrier armurier (basse) ou (baryton)
- Henri, ouvrier armurier (ténor)
- M. Jules, (baryton)
- Madeleine, ouvrière dentellière (soprano)
- Babette, ouvrière (soprano)
- Martha, ouvrière (contralto)
- Palmyre, ouvrière (soprano)
- Melle Antoinette, (soprano)
- 1re Dévote, (soprano)
- 2e Dévote, (contralto)
- Mame Petit Bois, mendiante (soprano)
- Mame Charron, mendiante (mezzo-soprano)

Jean-Michel est une nouvelle musicale en quatre actes, composé en 1900 par Albert Dupuis, sur un livret de George Garnir et Henry Vallier (d'après leur poème). La première mondiale de l'œuvre a  lieu le 4 mars 1903 à Bruxelles sous la direction de Sylvain Dupuis.

## Rôles
| Rôle             | Voix             | Distribution de la création mondiale, 4 mars 1903 Direction : Sylvain Dupuis |
| ---------------- | ---------------- | ---------------------------------------------------------------------------- |
| Jean             | ténor            | Georges Imbart de La Tour                                                    |
| Hubert           | baryton          | Henri Dangès                                                                 |
| François         | baryton          | Maxime Viaud                                                                 |
| Louis            | basse ou baryton | Edouard Cotreuil                                                             |
| Henri            | ténor            | Ernest Forgeur                                                               |
| M. Jules         | baryton          | Maurice Sauvjunte                                                            |
| Madeleine        | soprano          | Claire Friché                                                                |
| Babette          | soprano          | Eugénie Dratz-Barat                                                          |
| Martha           | contralto        | Caroly Rival                                                                 |
| Palmyre          | soprano          | Louise Brass                                                                 |
| Melle Antoinette | soprano          | Adrienne Tourjanne                                                           |
| 1re Dévote       | soprano          | Emilie Dalmée                                                                |
| 2e Dévote        | contralto        | Piton                                                                        |
| Mme Petit Bois   | soprano          | A. Colman                                                                    |
| Mme Charron      | mezzo-soprano    | A. Verneuil                                                                  |

## Argument

### Acte I: L'Atelier de Maître Hubert
Un atelier de maître armurier du quai de la Batte à Liège. Hubert travaille à une garde d'épée, ses ouvriers sont occupés à différents travaux.

### Acte II: Place Saint Paul
Le soir, veille de Noël, la neige tombe à gros flocons. Mame Petit Bois, dite Céleste, arrive un pliant sous le bras, pour s'installer sur les marches de l'Eglise. Le monde arrive déjà pour avoir de la place à la messe de minuit.

### Acte III: La Fête des Rois chez Hubert
L'Atelier est transformé en salle de festin. François, Louis, Henri et deux autres ouvriers accrochent des guirlandes de papiers multicolores et des lanternes. Deux servantes achèvent de dresser la table.

### Acte IV: La Chambrette de Madeleine
La nuit. Madeleine est appuyée contre la fenêtre du fond et écoute les bruits du dehors.